# Maison Marc-Aurèle-De Foy-Suzor-Coté
La maison Marc-Aurèle-De Foy-Suzor-Coté est une résidence unifamiliale située au 846, boulevard des Bois-Francs Sud à Victoriaville (Québec, Canada). Construite en 1859 par le notaire Théophile Coté, elle est la maison natale de son fils, le peintre Marc-Aurèle de Foy Suzor-Coté, qui y vécut toute sa vie. Elle a été reconnue immeuble patrimonial en 1975.